# Volkswagen ID.7
La Volkswagen ID.7 est une berline électrique du constructeur automobile allemand Volkswagen produite à partir de 2023. Elle intègre le haut de la gamme électrique « ID » du constructeur de Wolfsburg, après l'ID.3, l'ID.4, l'ID.5 et l'ID.6.

## Présentation

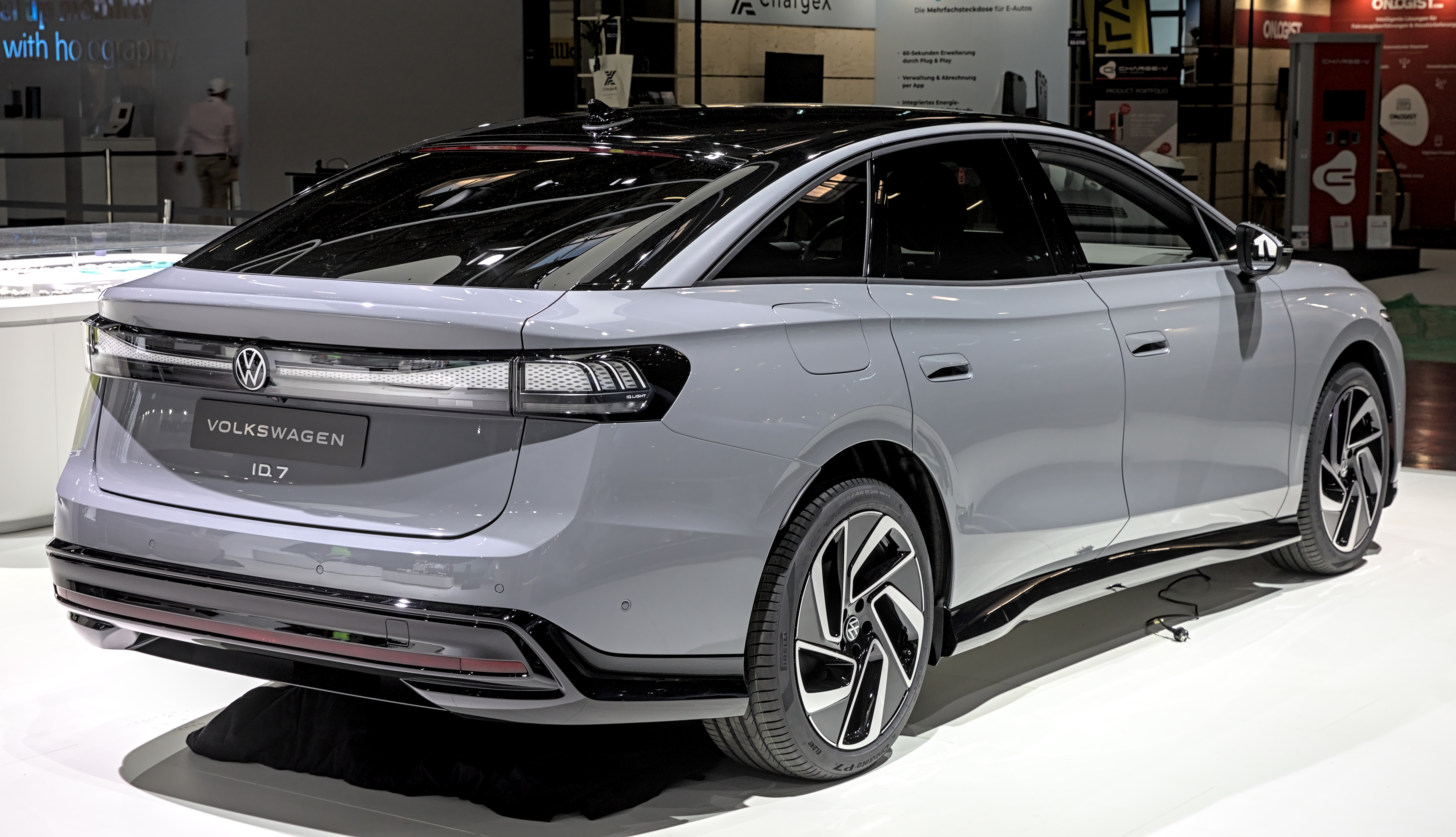
Vue de l'arrière.

La Volkswagen ID.7 est présentée le 17 avril 2023, à Alicante, en Espagne. Elle succède au duo de berlines Passat et Arteon.
L'ID.7 est présentée revêtue d'un camouflage électroluminescent au Consumer Electronics Show 2023 à Las Vegas. Les premières livraisons en France de la berline électrique ont lieu à l'automne 2023, après l'ouverture des carnets de commande en mai.

### Volkswagen ID.7 Tourer

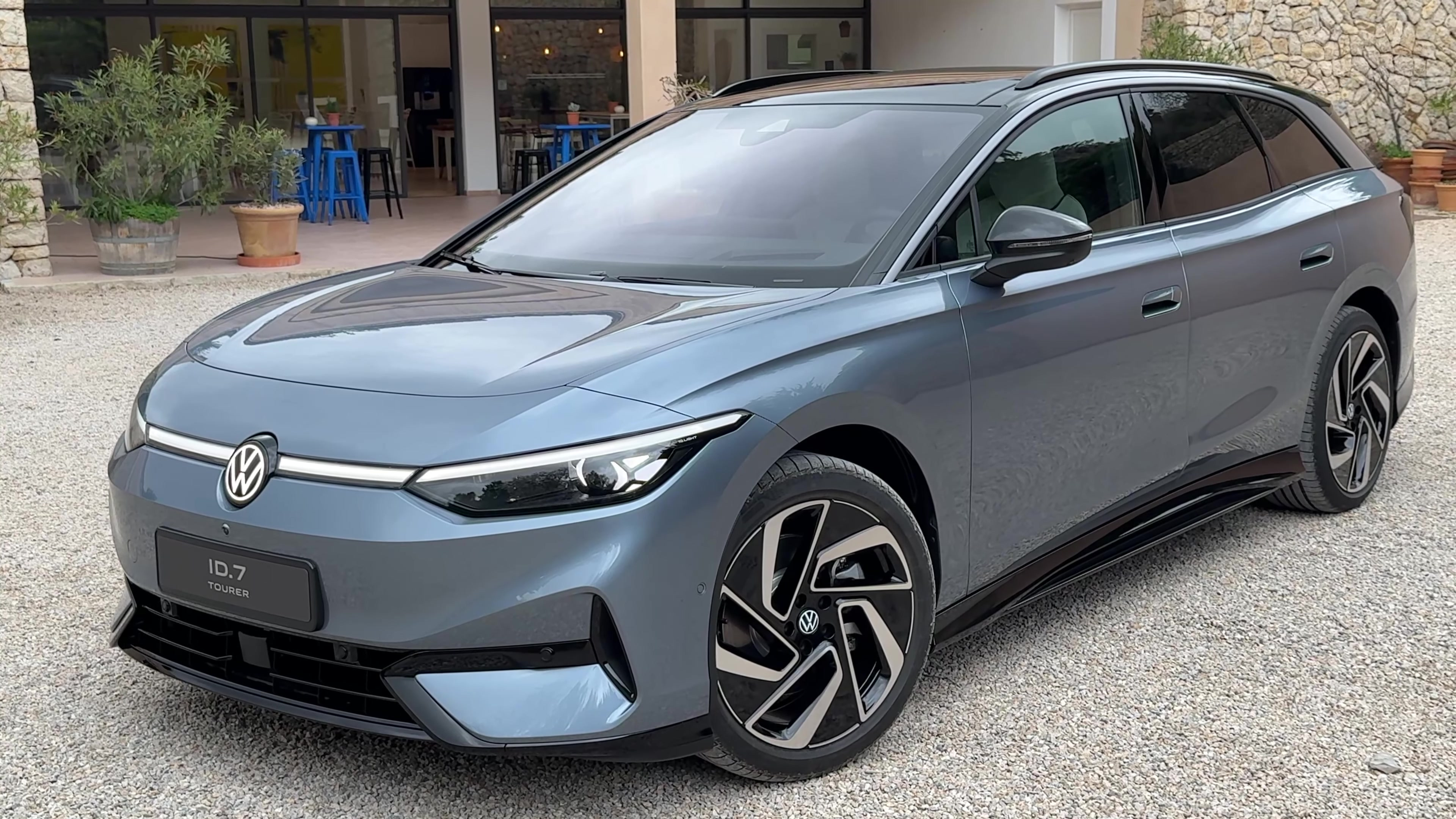
ID.7 Tourer.

En février 2024, Volkswagen présente la variante break Tourer de son ID.7, ainsi que la nouvelle batterie de 86 kWh au lieu de 77.

## Caractéristiques techniques
L'ID.7 repose sur la plate-forme MEB dédiée aux véhicules électriques du groupe automobile allemand.
L'ID.7 inaugure un système inédit de climatisation, avec des diffuseurs d'air « intelligents ». Les sièges peuvent être ventilés et massants, et la température des assises et des dossiers peut être réglée de manière indépendante. La console centrale est dominée en son centre par un écran tactile de 15 pouces, qui permet de contrôler la quasi-totalité des fonctions. Par ailleurs, le volant dispose de touches sensitives, et l'affichage tête haute à réalité augmentée est de série dans la berline allemande.
Le design de l'ID.7 est conçu pour favoriser l'aérodynamisme du véhicule, permettant ainsi un Cx de 0,23. Elle peut être dotée, en option, d'une suspension pilotée permettant de faire varier la dureté de l'amortissement.

### Motorisation

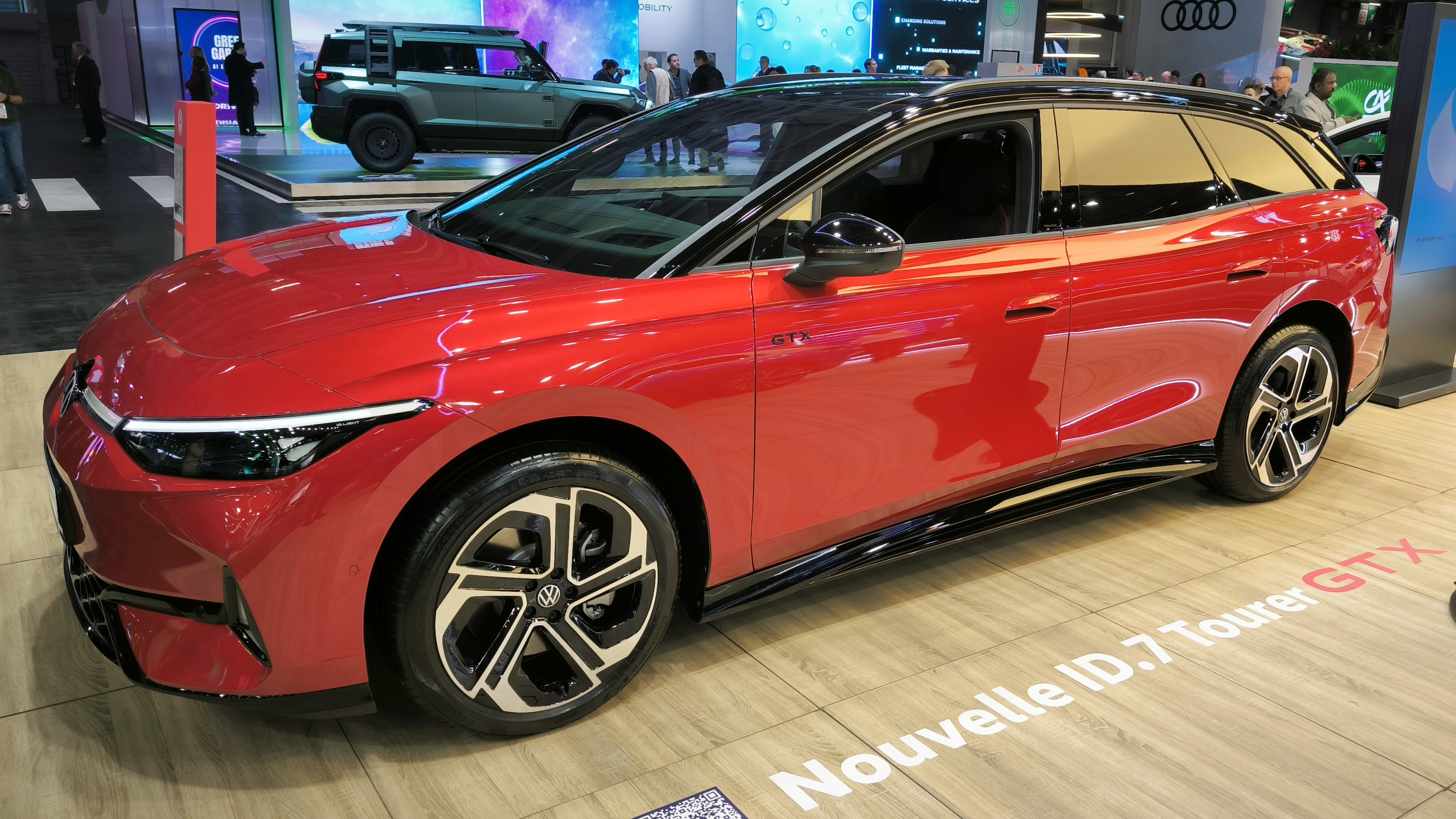
Volkswagen ID.7 Tourer GTX

L'ID.7 profite d'un moteur électrique (code moteur APP550) installé sur l'essieu arrière délivrant 286 ch - 210 kW, doté d'améliorations techniques. Ainsi, les aimants permanents sont plus puissants pour supporter des charges thermiques plus élevées, et le système de refroidissement est mis à jour.
| ID.7                          | Pro         | Pro S       | GTX                                     |
| ----------------------------- | ----------- | ----------- | --------------------------------------- |
| Code moteur                   | APP550      | APP550      |                                         |
| Puissance moteur (kW)         | 210         | 201         | 250                                     |
| Puissance maximale (ch)       | 286         | 286         | avant : 109 arrière : 286 cumulée : 340 |
| Couple maximal (N m)          |             |             |                                         |
| Vitesse maximale (km/h)       |             |             | 180                                     |
| 0-100 km/h (s)                | 6,5         |             | 5,4                                     |
| Consommation (kWh/100 km)     |             |             |                                         |
| Transmission                  | Propulsion  | Propulsion  | Intégrale                               |
| Masse à vide (kg)             | 2172        |             |                                         |
| Autonomie (km) - cycle WLTP   | 616         | 702         | 595                                     |
| Type de batterie              | Lithium Ion | Lithium Ion | Lithium Ion                             |
| Capacité de la batterie (kWh) | 77          | 86          | 86                                      |
| Poids de la batterie (kg)     |             |             |                                         |
| Temps de recharge             |             |             |                                         |
| sur une prise domestique      |             |             |                                         |
| sur une Wallbox 11 kW         |             |             |                                         |
| sur une borne rapide 125 kW   |             |             |                                         |

### Batteries
L'ID.7 est d'abord commercialisée en deux versions, 
- Pro : capacité utile de la batterie : 77 kWh ; autonomie : 615 km.
- Pro S : capacité utile de la batterie : 86 kWh ; autonomie : 702 km

Puis en 2024 avec la version GTX avec un second moteur électrique sur le train avant et 595 km d'autonomie.

## Finitions

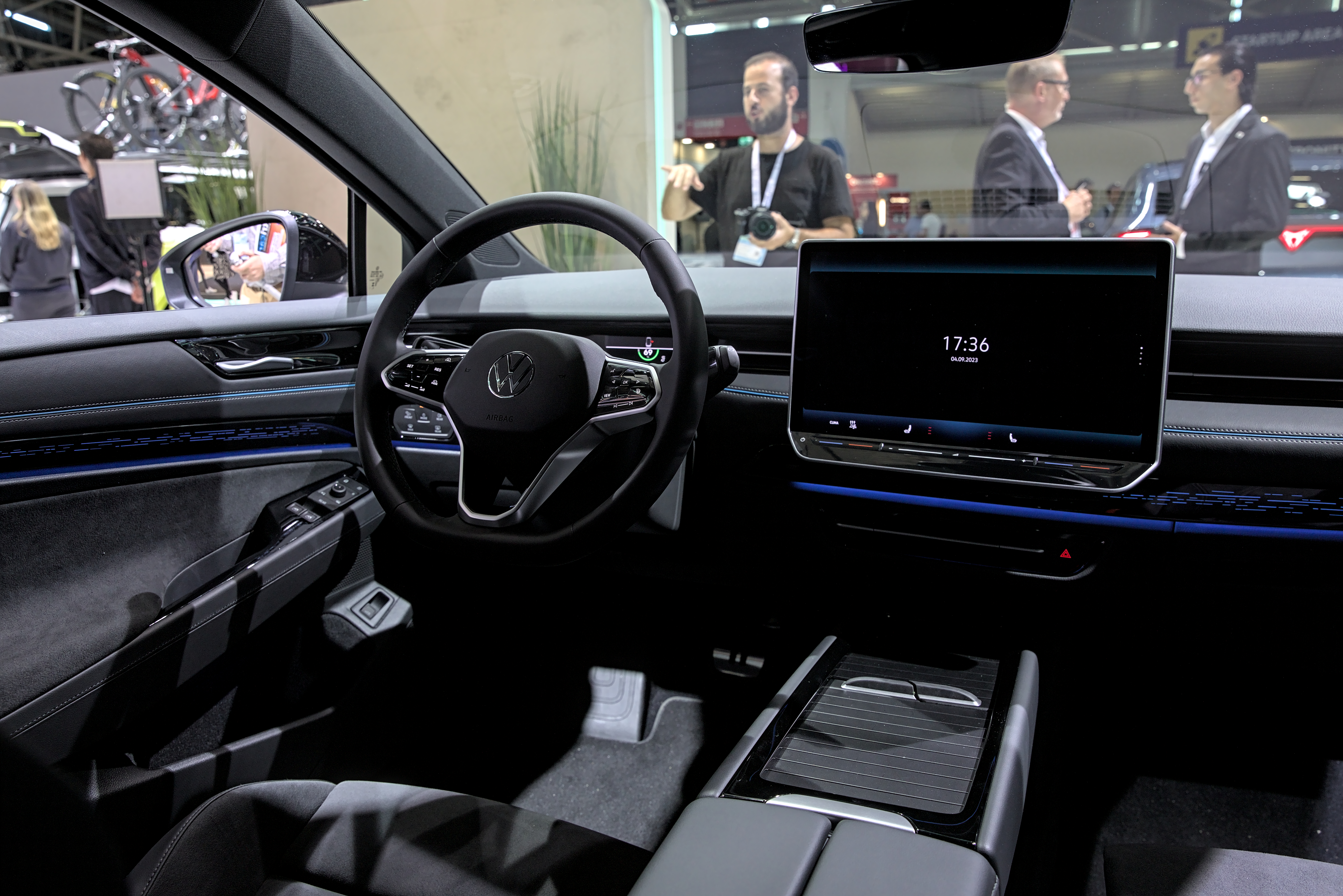
Intérieur.

jusqu'en décembre 2023
- Pro Style
- Pro Style Exclusive

à partir de janvier 2024
- Pro Life Max

## Concept cars

### ID.Aero
La Volkswagen ID.7 est préfigurée par le concept car Volkswagen ID.Aero présenté le 27 juin 2022.

### ID.X Performance Concept
Le show car Volkswagen ID.X Performance Concept est présenté en septembre 2023 au rassemblement ID. Treffen de Locarno en Suisse. Il est basé sur la Volkswagen ID.7, doté de deux moteurs électriques pour une puissance de 550 ch.